# رومرشایم
رومرشایم (به آلمانی: Rommersheim) یک منطقهٔ مسکونی در آلمان است که در ووراشتات واقع شده‌است. رومرشایم ۷۳۲ نفر جمعیت دارد.